# Traumatologie

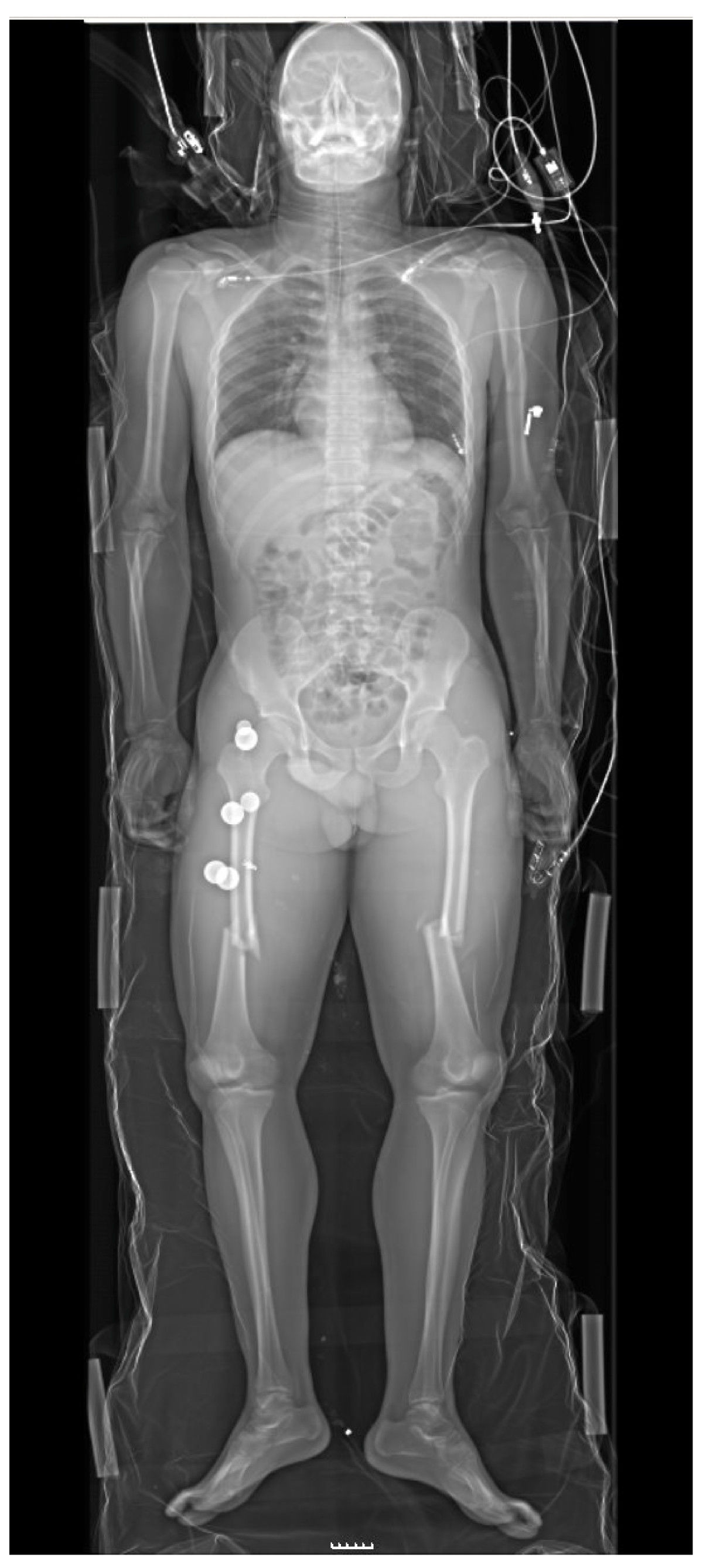
Radiogram lidského těla s traumatem (zlomeniny obou dolních končetin a další zranění)

Traumatologie nebo též úrazová chirurgie je lékařský obor, který se zabývá akutním poraněním jakéhokoli orgánu v těle, nejenom kostí a pohybového aparátu. Traumatologie úzce souvisí s ortopedií, ale na rozdíl od ní se specializuje především na náhlá, často život ohrožující poranění. V nemocnicích vznikají oddělení traumatologie nebo urgentní příjmy nebo emergency. Pacient s poraněním je převezen sem a zde je vyhodnocen jeho stav, jsou zajištěny životní funkce a jednotlivá zranění řeší specialista z jiných oborů. Oddělení traumatologie mívají nepřetržitý provoz a zabývají se primárním ošetřením polytraumat, mnohočetných poranění a těžkých monotraumat.
S traumatologií má také přímou souvislost medicína katastrof, což je interdisciplinární medicínský obor, který integruje poznatky a aplikuje zkušenosti medicíny v podmínkách mimořádných událostí (urgentní stavy hromadných neštěstí a katastrof) s cílem záchrany co největšího počtu zraněných.
K využívaným léčebným metodám patří:
- Konzervativní léčba – dlahy, sádrové obvazy, ortéza.
- Chirurgická léčba – osteosyntéza (fixace kostí pomocí šroubů, destiček), artroskopie, náhrady kloubů.
- Rehabilitace – fyzioterapie, ergoterapie, zotavení po operacích.